# Selezioni giovanili della nazionale femminile di calcio della Svezia
Le selezioni giovanili della nazionale di calcio femminile della Svezia sono gestite dalla federazione calcistica della Svezia (SvFF) e partecipano ai tornei calcistici internazionali per squadre nazionali femminili limitatamente a specifiche classi d'età.

## Selezione under 23
La selezione nazionale under 23 rappresenta la Svezia nelle competizioni internazionali dove il limite di età è di 23 anni.
I selezionatori della nazionale sono stati:
- 2014-2017:  Anneli Andersén[1]
- 2018-2021:  Ulf Kristiansson[2]
- 2021:  Renée Slegers[3]
- 2021-:  Martin Möller[4]

## Selezione under 20
La selezione nazionale under 20 rappresenta la Svezia nelle competizioni internazionali dove il limite di età è di 20 anni. Questa selezione viene attivata solamente in caso di partecipazione al campionato mondiale under 20, organizzato dalla FIFA e al quale l'accesso avviene tramite le prestazioni della selezione under 19 nel campionato europeo. Ha partecipato a due edizioni del campionato mondiale, raggiungendo i quarti di finale nell'edizione 2010, venendo invece eliminata già alla fase a gironi nell'edizione 2016.
Legenda: Grassetto: Risultato migliore, Corsivo: Mancate partecipazioni

## Selezione under 19
La selezione nazionale under 19 rappresenta la Svezia nelle competizioni internazionali dove il limite di età è di 19 anni. Questa selezione partecipa annualmente al campionato europeo under 19, organizzato dall'UEFA e valevole per la qualificazione al campionato mondiale under 20, e ai vari tornei internazionali quali il Torneo La Manga. Ha partecipato per 13 volte alla fase finale del campionato europeo, vincendola tre volte (nel 1999, nel 2012 e nel 2015); fino al 2001 al campionato europeo partecipava la selezione under 18.
Legenda: Grassetto: Risultato migliore, Corsivo: Mancate partecipazioni
I selezionatori della nazionale sono stati:
- 1991-1993:  Marika Domanski-Lyfors
- 199?-2000:  Pia Sundhage
- 2001-2004:  Anna Signeul
- 2005-2017:  Calle Barrling
- 2016:  Anneli Andersén
- 2018-2020:  Anders Johansson
- 2021-2023:  Caroline Sjöblom
- 2023:  Anders Bengtsson

## Selezione under 17
La selezione nazionale under 17 rappresenta la Svezia nelle competizioni internazionali dove il limite di età è di 17 anni. Questa selezione partecipa annualmente al campionato europeo under 17, organizzato dall'UEFA e valevole per la qualificazione al campionato mondiale under 17, e ai vari tornei internazionali. Ha partecipato due volte alla fase finale del campionato europeo, nel 2013, concludendo al secondo posto e nel 2023, mentre non ha partecipazioni alla fase finale del campionato mondiale.
Legenda: Grassetto: Risultato migliore, Corsivo: Mancate partecipazioni